# Lulia nervosa
Lulia nervosa là một loài thực vật có hoa trong họ Cúc. Loài này được (Less.) Zardini mô tả khoa học đầu tiên năm 1980.